# Мочарець жовтогузий
Моча́рець жовтогузий (Pseudoleistes guirahuro) — вид горобцеподібних птахів родини трупіалових (Icteridae). Мешкає в Південній Америці.

## Опис

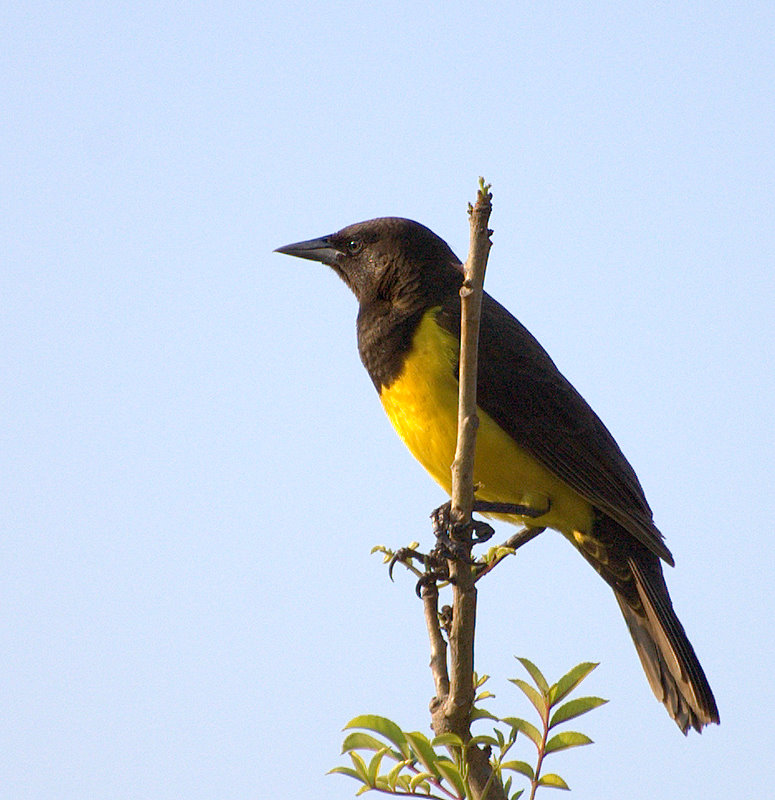
Жовтогузий мочарець

Виду притаманний статевий диморфізм, самці дещо більші за самиць. Голова чорна, груди, спина і крила чорнувато-бурі. Живіт, боки, стегні і гузка жовті.

## Поширення і екологія
Жовтогузі мочарці мешкають на південному сході Бразилії, на сході Парагваю, на півночі Уругваю та на північному сході Аргентини в провінціях Місьйонес і Коррієнтес. Вони живуть на болотах та на луках, віддають перевагу густо зарослим місцевостям. Зустрічаються на висоті до 1000 м над рівнем моря.

## Поведінка
В негніздовий період жовтогузі мочарці зустрічаються зграями по 10-20 птахів. Вони живляться безхребетними і дрібними хребетними. Сезон розмноження триває у вересні-листопаді. В цей час жовтогузі мочарці зустрічаються переважно парами: один птах збирає матеріали для гнізда і будує його, а інший в цей час співає короткі пісні. Довтогузим мочарцям притаманний колективний догляд за пташенятами.